# Кінкрі Деві
Кінкрі Деві (1925 — 30 грудня 2007) — індійська активістка, захисниця навколишнього середовища, відома тим, що вела війну з нелегальним видобутком корисних копалин і неконтрольованим поширенням кар'єрів у своєму рідному штаті Гімачал-Прадеш. Вона ніколи не вміла читати і писати, вона навчилася підписувати своє ім'я за кілька років до смерті.
Леві була добре відомою своєю бідністю. Врешті-решт вона була подолана стараннями американської благодійної організації з Гімачал-Прадеша, яка дізналася про її складні умови життя з пенджабської газети.

## Раннє дитинство
Деві народилася в селі Гатон Сирмаурського району у 1925 році. Вона належала до племені. Її батько був селянином з далитів, або касти недоторканних. Ще в ранньому дитинстві вона почала працювати прислугою, у віці 14 роківі вийшла заміж за кабального робітника Шаму Рама. Коли Деві було 22 роки, її чоловік помер від черевного тифу.
Працюючи на своїй новій роботі прибиральницею, Деві помітила, що в деяких частинах пагорбів Хімачал-Прадеш ведеться масовий видобуток корисних копалин, що завдає шкоди водопостачанню та руйнує рисові поля. Це збентежило Деві і вона вирішила взятися за цю справу.

## Активізм
Коли заради суспільних інтересів Деві подала позов у Вищий суд [Шімли] проти 48 власників шахт, її підтримала місцева волонтерська група «Народна акція для людей, які потребують». Деві звинуватила гірничих промисловців у тому, що видобутку вапняку кар'єрах шкодять екології. Власники шахт заперечувала всі звинувачення на їх адресу, стверджуючи, що Деві просто їх шантажує.
Оскільки її позов практично не отримав відповіді, Деві оголосила 19-денне голодування біля суду. Деві стала національною знаменитістю, коли суд таки вирішив розглянути це питання. У 1987 році суд ухвалив рішення про припинення видобутку корисних копалин і наклав повну заборону на підривні роботи на її улюблених пагорбах. Власники шахт подали апеляцію до Верховного суду Індії, який в липні 1995 року відхилив даний протест. Після цього нею зацікавилася перша леді США Гілларі Клінтон, і того ж року Деві була запрошена відвідати Міжнародну жіночу конференцію в Пекіні. На початку церемоній її попросили запалити лампу, і вона розповіла про справу, за яку вона бореться, і про те, як звичайні люди можуть вплинути на захист довкілля.
Незважаючи на рішення Верховного суду, хоча і в менших масштабах незаконний видобуток на пагорбах і лісових заповідниках все ще тривав. Окрім захисту навколишнього середовища, однією з інших спроб Деві була кампанія за створення коледжу в Санграх. Вона стверджувала, що, хоча їй було ніяк учитися, вона не хотіла, щоб «через брак освіти інші страждали так само, як я».

## Смерть
Деві померла 30 грудня 2007 року в Чандігархі, Індія, у віці 82 років.

## Нагороди
- У 1999 році Деві була нагороджена Урядом Індії нагородою Стрі Шакті Пураскар.[3]